# CLUB db
『CLUB db』（クラブ ディービィー）とは、声優の桑島法子がパーソナリティを務めていたラジオ番組。文化放送で1997年6月7日 - 2002年7月の毎週土曜日24:00 - 24：30に放送された。スポンサーはコナミ。

## 概要
当初は1997年の4月から番組パーソナリティーとして桑島法子を起用する意向で動いていたが番組の開始が急に決定したこととパーソナリティーである桑島の体調不良も重なり桑島とスケジュールの調整が付かず『ツインビーPARADISE 3』の後番組として、そのスピンアウトである『ワルモンMONMONパラダイス』（岸野幸正、沼田祐介）を1997年4月より1か月限定で放送。その後、ツインビーPARADISEの舞台「どんぶり島」（dbの由来）の放送局という設定だけを引き継ぎ、『CLUB db STATION 究極パロディウス!』（岩男潤子、小西寛子）がさらに1か月限定で放送された。そのため桑島は6月からの起用となった。当番組はその『CLUB db STATION』の第3弾として開始された。CDやゲームなどとタイアップしてサブタイトルをつけていたが、1998年後半から『CLUB db』として改め、現在に至る。
同じ時間枠でその前に放送されていた（正確には上記の2番組を挟む）人気番組だった『ツインビーPARADISE』の後番組であったため、その番組と比較されるも、桑島が過去に行っていたラジオ番組により培われた毒舌を徐々に発揮していくに連れて人気を不動のものとしていった。
番組は初期から「勝手に桃天使!」まではフリートークとラジオドラマを主体としていた（「ビートマニア」では桑島がゲームに挑むコーナーも存在した）が、「CLUB db」となってからはフリートークが番組のベースとなった。このことで所謂ふつおたの投稿が多かった。スポンサー番組でありながら、スポンサーのコナミが桑島のトークや番組内容に殆ど縛りを入れなかったため、かなり自由なトークが出来ており、リスナーとの信頼関係が成り立っていたため、リスナーに対して言いたいことを言うのに対し、リスナーもそれを受け入れるラジオの良さが発揮できていた点が番組の人気を高める要因となっていた。
インターネットラジオのdb-FMで、CLUB dbのミニ番組も放送していた。
番組のエンディングテーマには原田真二の曲「恋は500マイル」が起用されていた。原田はその後番組にゲスト出演もしている。
一時期はおたっきぃ佐々木がディレクターを務めていた。(文化放送在籍時･番組の初期)
番組最初のCMに入る前に言っていた「今夜もスタートアップ！」というセリフも有名。
2001年には放送200回を記念したDVD『桑島法子 CLUB db でじたる』が発売されている。
2007年3月31日には文化放送A&G DREAM SQUARE枠で『CLUB db 2007』として一夜限りの復活を遂げた。

## パーソナリティ
- 桑島法子

## テーマソング
エンディング
笑顔で愛してる / 國府田マリ子（1997年4月〜1997年10月）
恋は500マイル / 原田真二（1997年11月〜1998年6月）
Believe / 桑島法子（1998年7月〜2002年7月）

## サブタイトル一覧
- クリック&デッド NETWAYスイーパーズ
- BURN-UP EXCESS plus
- 彩のラブソング
- メタルギアソリッド
- Dancing Blade かってに桃天使!
- ビートマニア

## 放送局
キー局となった文化放送と東海ラジオ・ABCラジオ（番組終了時）はコナミがスポンサーとなっていた。また、ネット局においては途中からの放送開始や打ち切りに伴う局数の変動があった。
- 文化放送
- ABCラジオ

1997年4月-1997年9月、1998年4月-1999年3月にかけてはラジオ大阪で日曜日24:30-25:00で放送していた。
- 東海ラジオ
- 山形放送
- ラジオ福島
- 福井放送
- 静岡放送
- 山陽放送
- 山口放送
- 南海放送
- 大分放送（アニメマインド内にて放送）